# Nelson Cupello
Nelson Cupello (28 agosto 1951) è un ex calciatore brasiliano.

## Biografia
Brasiliano di nascita, si spostò negli Stati Uniti d'America, laureandosi alla State University of New York Brockport. Stabilitosi a Rochester, si sposa e ha avuto tre figli.

## Carriera
Si forma nelle rappresentative del Monroe Community College e della State University of New York Brockport, venendo inserito nel famedio sportivo del secondo istituto nel 1993. Nella stagione 1975 giunge alla franchigia NASL dei Rochester Lancers. Con i Lancers militò come rincalzo sino al 1979, ottenendo come miglior piazzamento il raggiungimento delle semifinali play-off del torneo 1977, perse contro i futuri campioni del N.Y. Cosmos.
Con i Lancers giocò inoltre nella North American Soccer League Indoor, raggiungendo la finale del torneo 1976, persa contro i T.B. Rowdies.
Dal 1981 al 1982 militò nei Rochester Flash, franchigia ASL, con cui in entrambe le stagioni raggiunse il primo turno dei play-off per il titolo. 
Mentre ancora giocava divenne assistente allenatore per i MCC Tribunes, passando poi a guidare i Fredonia Blue Devils per poi tornare ai Tribunes come allenatore nel 1990.